# Jørgen Justesen
Jørgen Justesen (Født 15. februar 1945, død 2. april 2023[kilde mangler]) var en dansk atlet. Han var medlem af Viborg Atletikforening.[kilde mangler] Han var uddannet lærer og ansat ved Overlund Skole i Viborg gennem 36 år. I mange år var han fast speaker ved det årlige 24-timers løb omkring Søndersø i Viborg. Han var medlem af Viborg Teaters bestyrelse, og medlem af Viborg Guiderne.
Justesen døde i 2023.

## Danske mesterskaber
- Guld 1968 400 meter 49.3
- Guld 1967 200 meter 22.2
- Guld 1967 400 meter 48.4
- Sølv 1966 200 meter 22.4
- Sølv 1966 400 meter 49.2